# 岡部えつ
岡部 えつ（おかべ えつ、女性、1964年12月 - ）は、日本の小説家。
大阪府豊中市生まれの群馬県前橋市育ち。「きらら携帯メール小説」で月間賞を受賞。『てのひら怪談』にも作品が収録されている。2008年に「枯骨の恋」で第三回『幽』怪談文学賞短編部門大賞を受賞し、翌2009年に同作を表題とした短編集『枯骨の恋』でデビュー。

## 著作

### 単著
- 枯骨の恋 （幽ブックス、2009年6月3日）
- 新宿遊女奇譚 （MF文庫ダ・ヴィンチ、2011年4月25日）
- 生き直し （双葉社、2013年9月20日）
  - 文庫版（2017年4月13日、双葉文庫）
- 残花繚乱 （双葉社、2014年7月18日）
  - 文庫版（2014年12月24日、双葉文庫）
  - 電子書籍版（2014年12月26日）
  - 韓国語訳（2016年11月20日）
- パパ （双葉社、2016年1月22日）[2]
  - 電子書籍版（2016年1月22日）
- フリー！（双葉社、2016年5月20日）[3]
  - 文庫版（2018年７月、双葉文庫）
- 嘘を愛する女 （徳間文庫 、2017年12月1日）[4]
  - 電子書籍版（2017年12月1日）
  - 中国語訳（2018年11月29日）
  - 韓国語訳（2019年11月25日）
- 夢に抱かれて見る闇は （角川ホラー文庫、2018年6月25日）※単行本『枯骨の恋』に短編『縁切り厠』を付加
  - 電子書籍版（2018年6月25日）
- 気がつけば地獄（KADOKAWA、2021年2月22日）
  - 電子書籍版（2021年2月22日）

- 怖いトモダチ（KADOKAWA、2024年2月16日）
  - 電子書籍版（2024年2月16日）

- 母をさがす　GIベビー、ベルさんの戦後（亜紀書房、2024年2月24日）
  - 電子書籍版（2024年2月24日）

### 共著
- てのひら怪談 ビーケーワン怪談大賞傑作選（ポプラ社）2007「白壁」
- てのひら怪談-ビーケーワン怪談大賞傑作選（ポプラ文庫）2008「白壁」「折り指」
- 厠の怪 便所怪談競作集（MF文庫ダ・ヴィンチ）2010「縁切り厠」
- 異形コレクション 憑依（光文社文庫）2010「奇木の森」
- 異形コレクション 物語のルミナリエ（光文社文庫）2011「嫁入り人形」
- 性愛小説アンソロジー 果てる（実業之日本社）2014「紅筋の宿」

### 雑誌等掲載作品
- 「縁切り厠」(幽 vol.11 (2009.7)第三特集新人競作 厠怪談)
- 「アカシアの血」(悦 vol.02 (2010.7))
- 「アカヘビ」(悦 vol.04 (2011.2))
- 「紅筋の宿」（月刊 J-novel（ジェイ・ノベル）2012.6）
- 「怖エロ怪談執筆中」（MF文庫ダヴィンチ 『怪談列島ニッポン』巻末 幽・文庫通信vol.005）
- 「溢れ鉢─山犬」（MF文庫ダヴィンチ 『怪談実話系2』巻末 幽・文庫通信vol.006）
- 「溢れ鉢─閻魔虫」（MF文庫ダヴィンチ 『隣の怪　木守り』巻末 幽・文庫通信vol.007）
- 「溢れ鉢─壺」（MF文庫ダヴィンチ 『怪異実聞録　なまなりさん』巻末 幽・文庫通信vol.008）
- 「溢れ鉢─アカヘビ」（MF文庫ダヴィンチ 『十七歳の湯夫人』巻末 幽・文庫通信vol.009）
- 「お化けと呪いの島・与那国」（MF文庫ダヴィンチ 『赤いヤッケの男』巻末 幽・文庫通信vol.014）
- 「残花繚乱」（双葉社webマガジン　カラフル　2013.10 - 2014.4 連載）
- 「海の見える窓」（読楽 3月号(2015.2)）
- 「フリー！」（双葉社webマガジン　カラフル　2015.3 - 2015.12 連載）
- 「ドニゴールの記憶」（小説推理 2016年5月号）
- 「沖鳴り屋」（小説すばる 2016年9月号）
- 「夜光泉」（小説推理 2016年9月号）
- 「揺れる影」（Asa‐Jo Premium（アサジョプレミアム）2016年12月）
- 「フルーツフル・エイジ」（どきどき（ソーシャルサービス） 2018年夏号〜終了）
- 「気がつけば地獄」（レタスクラブ 2019年6月号〜2020年12月号）
- 「怖いトモダチ」（レタスクラブ 2023年５月号〜連載中）

## インタビュー
- 『上毛新聞』2009年6月22日 文化欄
- 『ダ・ヴィンチ』2009年7月号 幽・怪談通信
- 『サイゾーウーマン』2015年1月8日
- 『ダ・ヴィンチ』2015年2月号
- 『毎日新聞』2018年１月１７日
- 『レタスクラブネット』2021年4月10日
- 『ダ・ヴィンチ』2021年5月号
- 『北海道新聞』2023年8月15日一面「米兵と日本人の子　追う母の幻影」
- TBSテレビ『王様のブランチ』2024年2月24日放送「BOOK特集」コーナー
- 『北海道新聞』2024年5月1日「ひと」欄 「札幌生まれのGIベビーの半生を本にした」

## メディアミックス作品
テレビドラマ
- 美しき罠〜残花繚乱〜（2015年1月〜全10回、TBSテレビ） - 『残花繚乱』のドラマ化

インターネットテレビ
- 淫PROVISATION（2016年6月9日、AbemaTV/VICEチャンネル） - 短編小説『紅筋の宿』（アンソロジー『果てる』収録）の朗読

映画
- 嘘を愛する女（2017年1月公開、東宝） - の小説化『嘘を愛する女』

コミック
- 気がつけば地獄（2022年3月17日刊行 - 岡部えつ 原作／ゆむい 漫画
- 怖いトモダチ（2024年4月12日刊行）- 岡部えつ 原作／やまもとりえ 漫画

## 参照元
1. ↑  『枯骨の恋』著者プロフィール
2. ↑  株式会社双葉社 |パパ
3. ↑  株式会社双葉社 |フリー！
4. ↑  株式会社徳間書店 |嘘を愛する女